# NGC 6826
NGC 6826 is een planetaire nevel in het sterrenbeeld Zwaan. Het ligt 2200 lichtjaar van de Aarde verwijderd en werd op 6 september 1793 ontdekt door de Duits-Britse astronoom William Herschel. In astronomische middens is deze planetaire nevel bekend als de Blinking planetary. Dit object bevindt zich op een halve graad ten oosten van de dubbelster 16-c Cygni.
Vanuit de Benelux gezien kan NGC 6826, tijdens de culminatie, tot in het zenit klimmen.

## Synoniemen
- PK 83+12.1